# Wanda Tumidajewicz
Wanda Tumidajewicz-Starzyk, (ur. 29 czerwca 1929 w Bieczu, zm. 11 listopada 1987 w Krakowie) – polska siatkarka, brązowa medalistka mistrzostw Europy (1955) i mistrzostw świata (1956), mistrzyni Polski (1959).

## Kariera sportowa
Przez całą karierę sportową związana z Wisłą Kraków, z którą zdobyła mistrzostwo Polski w 1959, wicemistrzostwo Polski w 1958 i 1960, brązowy medal mistrzostw Polski w 1955, 1956, 1961, 1962 i 1963.
W latach 1954–1957 wystąpiła 56 razy w reprezentacji Polski seniorek, zdobywając brązowy medal mistrzostw Europy w 1955 i brązowy medal mistrzostw świata w 1956.
Po zakończeniu kariery trenowała młodzieżowe drużyny Wisły, była też etatowym sekretarzem klubu.
Pochowana na cmentarzu wojskowym przy ul. Prandoty w Krakowie (kw. XCVI-11-6).

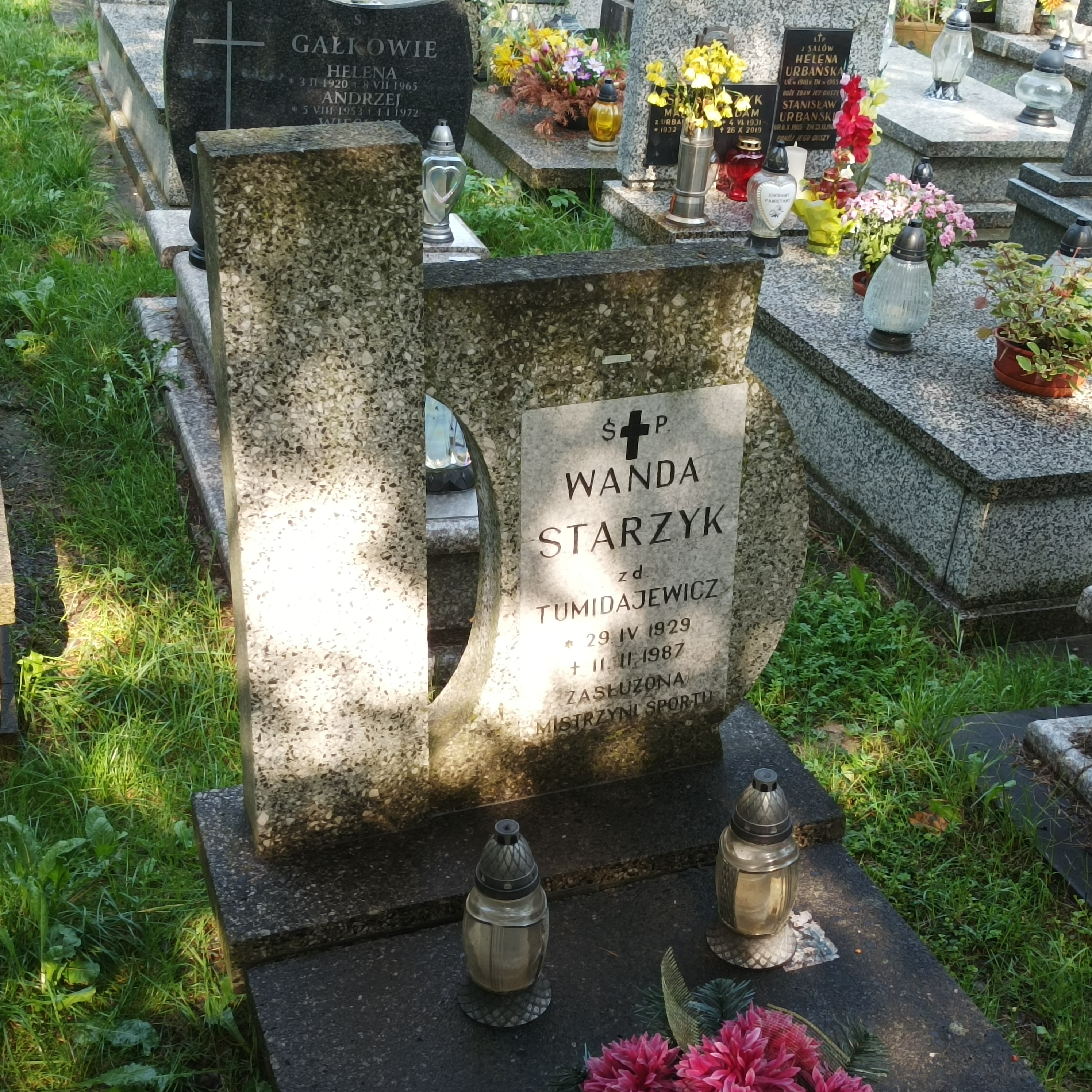
Grób Wandy Starzyk z d. Tumidajewicz na cmentarzu wojskowym przy ul. Prandoty w Krakowie